# Flick of the Switch (песня)
«Flick of the Switch» — сингл австралийской рок-группы AC/DC из альбома Flick of the Switch, выпущенного в 1983 году. Песня была написана Ангусом Янгом, Малкольмом Янгом и Брайаном Джонсоном.
Он был выпущен как сингл только на определенных территориях, в основном в Австралии, Канаде и США.